# L'Échappée
Pour la série télévisée, voir L'Échappée (série télévisée).
Ne pas confondre avec Les Échappés
L'Échappée est une maison d'édition française installée à Paris, spécialisée dans les essais à tendance libertaire.

## Historique
La maison d'édition L'Échappée a été créée en 2005[réf. nécessaire] par deux militants libertaires, Guillaume Carnino, ingénieur informaticien et enseignant chercheur en histoire des techniques, et Cédric Biagini, graphiste indépendant, militant de l'Offensive libertaire et sociale. Selon le philosophe Mark Hunyadi, « elle s'efforce de promouvoir une pensée critique à l'égard des discours aveuglément technophiles qui dominent l'idéologie contemporaine ».
Elle publie la revue annuelle Brasero et diverses collections :
- « Le pas de côté »
- « Dans le feu de l'action », sur les « groupes et mouvements qui ont marqué l’histoire révolutionnaire »
- « Pour en finir avec », qui publie des analyses radicales
- « Versus »
- « Négatif », animée par Pièces et main d'œuvre, groupe de critique de la technologie
- « Frankenstein », des ouvrages collectifs autour « d’une critique radicale de l’idéologie du progrès »
- « Lampe-tempête », qui regroupe de la fiction
- « Action graphique »
- « Hors Collection ».

Sa diffusion est assurée en France par Les Belles Lettres, au Québec par Dimédia et en Suisse par Servidis.